# Run2U
Run2U – to piosenka nagrana przez południowokoreańską grupę STAYC z ich drugiego minialbumu. Została wydana jako główny singel przez High Up Entertainment 21 lutego 2022 roku..

## Kompozycja
Piosenka została napisana przez B.E.P i Jeona Goona, kompozycją zajął się duet B.E.P wraz z FLYT, a aranżacją Rado i FLYT. Utwór został opisany jako piosenka z „retro syntezatorowym dźwiękiem” z tekstem, który opowiada o emocjach bohatera gotowego biec w kierunku swojej miłośc.

## Teledysk
Teledysk jest przepełniony młodzieńczą energią, grupa pokazuje, jak członkinie zespołu pozostają wierne swojemu nastoletniemu konceptowi z odrobiną futurystycznych elementów. Pokazują również różne alter ego, od kierowcy, łucznika, wojownika i nie tylko. Obraz „Run2U” porusza się między spokojnymi kwiatami a efektami inspirowanymi cyberpunkiem, symbolizującymi nieustraszoność i czułość: dwa nadrzędne podejścia, które należy przyjąć, gdy dąży się do miłości.

## Promocja
Grupa wystąpiła z „Run2U” w następujących programach muzycznych w pierwszym tygodniu: M Countdown 24 lutego, Music Bank 25 lutego, Show! Music Core 26 lutego i Inkigayo 27 lutego. W drugim tygodniu wystąpiły w sześciu programach muzycznych: The Show 1 marca, gdzie zdobyły pierwsze miejsce, Show Champion 2 marca, M Countdown 3 marca, Music Bank 4 marca, na którym zdobyły, drugie zwycięstwo zajmując pierwsze miejsce, Show! Music Core 5 marca i Inkigayo 6 marca.

## Notowania
| Lista                              | Najwyższa pozycja wykres tygodniowy |
| ---------------------------------- | ----------------------------------- |
| Korea Południowa (Gaon)            | 4                                   |
| Korea Południowa (K-pop Hot 100)   | 3                                   |
| Singapur (RIAS)                    | 22                                  |
| New Zealand Hot Singles (RMNZ)     | 29                                  |
| US World Digital Songs (Billboard) | 9                                   |

| Lista                     | Pozycja na koniec roku |
| ------------------------- | ---------------------- |
| Korea Południowa (Circle) | 72                     |

## Nagrody
Programy muzyczne
| Rok  | Data     | Stacja telewizyjna | Program       |
| ---- | -------- | ------------------ | ------------- |
| 2022 | 1 marca  | SBS MTV            | The Show      |
| 2022 | 4 marca  | KBS2               | Music Bank    |
| 2022 | 8 marca  | SBS MTV            | The Show      |
| 2022 | 9 marca  | MBC M              | Show Champion |
| 2022 | 10 marca | Mnet               | M Countdown   |
| 2022 | 11 marca | KBS2               | Music Bank    |
| 2022 | 17 marca | Mnet               | M Countdown   |